# John Phillips (zoólogo)
Profesor John Guest Phillips FRS FZS  (13 de junio de 1933-14 de marzo de 1987) fue un eminente biólogo británico. 

## Biografía
Nació en Swansea y se educó en el Llanelli Boys' Grammar School (hoy Colegio Sir Gâr) y en la Universidad de Liverpool; donde, después de obtener su licenciatura, se unió al grupo de investigación de Chester Jones para completar un doctorado en endocrinología. Tras su doctorado tomó una beca de investigación en el Laboratorio Oceanográfico en Bingham, de la Universidad Yale con Grace E. Pickford. Después de una cátedra en la Universidad de Sheffield, Phillips fue nombrado para la Cátedra de Zoología de la Universidad de Hong Kong.  
Retornó al RU para ser profesor de zoología, de 1967 a 1979, y Decano de la Facultad de Ciencias (1978-1980) en la Universidad de Hull,  Director del Instituto Wolfson del gerontología (1979-1986) (locado en la Universidad de Hull) y más tarde vicedecano de la Universidad de Loughborough, de 1986 a 1987. 
Las investigaciones de Phillips fueron predominantemente en los campos de la endocrinología, en particular en relación con las glándulas de sal, de aves marinas, y las bases biológicas del envejecimiento (gerontología).

## Honores
Fue secretario de la Sociedad Zoológica de Londres.